# Aéroport de Biskra - Mohamed Khider
Pour les articles homonymes, voir BSK.
L'aéroport de Biskra - Mohamed Khider (code IATA : BSK • code OACI : DAUB) est un aéroport international algérien situé à 8 km au sud de la ville de Biskra.

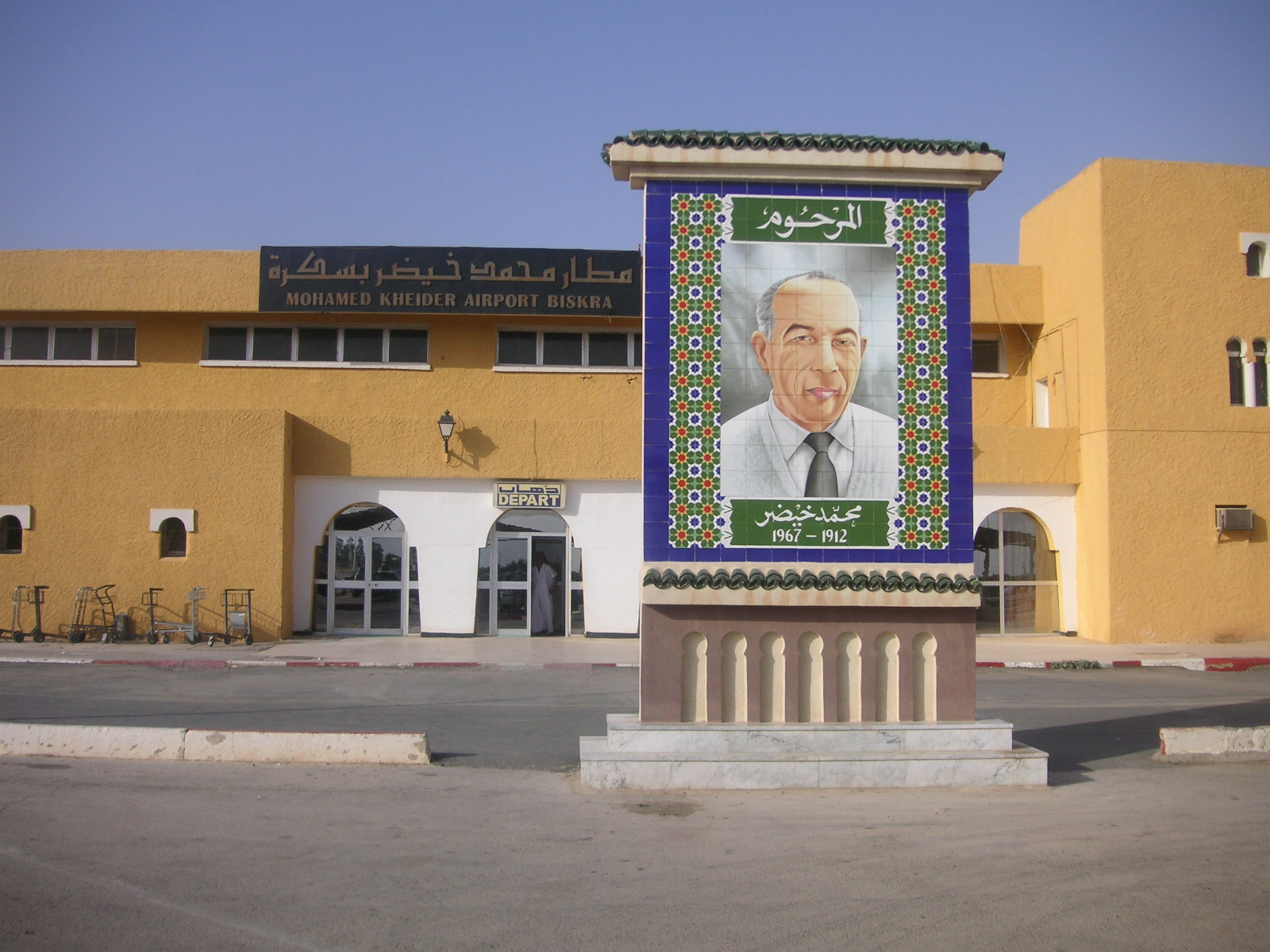
Mohamed Khider (tresorier du FLN)

## Présentation
L’aéroport de Biskra est un aéroport civil international desservant la ville de Biskra  et sa région (la wilaya de Biskra), au sud des Aurès, aux « portes du désert » (du nord-est du sahara algérien).
L’aéroport est géré par l'EGSA de Constantine.
L'aéroport de Biskra est également un aéroport militaire car au sein même de l'aéroport on retrouve une importante base de défense avec notamment l'école supérieure des troupes spéciales (ESTS) des forces terrestres, ainsi que du 1er régiment d'hélicoptères de combat, et du 32e escadron de transport des forces aériennes algériennes.

## Situation

### Carte des aéroports de l'Algérie
'
| \| 100 km1:14 790 000 \| Adrar Alger Annaba Batna Béjaïa Biskra Boufarik Chlef Constantine Ghardaïa Hassi Messaoud In Amenas Jijel Oran Sétif Tamanrasset Tébessa Tlemcen Béchar Bordj Mokhtar Djanet El Bayadh El Goléa El Oued Illizi In Salah Ghriss Ouargla Tiaret Timimoun Tindouf Touggourt |
| 100 km1:14 790 000 |

Carte statique des aéroports d'Algérie.Carte dynamique des aéroports d'Algérie.

## Histoire
Le premier vol d'un avion dans ce qui était l'Algérie française a lien en 1912 au-dessus de Biskra.
Le 22 avril 1922, un Dorand AR.1 du Réseau aérien transafricain effectua la première liaison Alger-Biskra. Celle-ci fut interrompue en 1923.
Le premier aérodrome de Biskra est construit par l'aéronautique française.
L'Armée de l'air française la numérotée Base aérienne 212 Bisrka.
Durant un concours de vol a voile, le 3 janvier 1923, Joseph Thoret bat le record de durée en vol sur son Hanriot HD.14 (en) à hélice bloquée en 7 heures et 3 minutes. Il laissa son nom, jusqu'à l'indépendance, à l'aérodrome de Biskra où une stèle lui fut consacrée en 1933.
Durant la Seconde Guerre mondiale, le site connue est une base aérienne majeure de la Twelfth Air Force américaine durant la campagne d'Afrique du Nord entre l'opération Torch et la fin de la Campagne de Tunisie en mai 1943. Elle abrite également entre novembre 1942 et janvier 1943 une partie du Groupe de chasse II/7 « Nice » et du Groupe de reconnaissance II/33 « Savoie ».
Durant la guerre d'Algérie, un détachement de l'Escadron de chasse II/20 « Ouarsenis » de la 20e escadre de chasse y stationne au moins de 1958 à 1960. L'escadrille d’aviation légère d’appui 16/72 y est dissout en 1962.
L'aéroport a été renommé Mohamed Khider en hommage au chef historique du Front de libération nationale durant la guerre d'indépendance algérienne.

## Infrastructures liées

### Pistes
L’aéroport dispose d'une piste en béton bitumineux qui a été agrandi passant d'une longueur de 2 900 m à une longueur de 3 100 m ainsi que de 45 m de large.

### Aérogare
L'aérogare de Biskra a été réaménagé et modernisé et elle a subi une extension, les travaux ont commencé en 2014 et se sont terminés en 2019.
Elle a une capacité de 500 000 passagers par an et une superficie de 6 000 m2.

### Accès
En voiture par la N3, en bus et en taxi.

## Compagnies aériennes et destinations
| Compagnies       | Destinations                                                                     |
| ---------------- | -------------------------------------------------------------------------------- |
| Air Algérie      | Alger-Houari-Boumédiène, Lyon-Saint-Exupéry, Paris-Charles de Gaulle, Paris-Orly |
| Tassili Airlines | Alger-Houari-Boumédiène                                                          |
| Transavia        | Paris-Orly                                                                       |

Actualisé le 31/07/2023

## Statistiques
Les statistiques de l'aéroport de Biskra entre 2006 et 2016
|        | Année         | 2006   | 2007   | 2008   | 209    | 2010   | 2011   | 2012   | 2013   | 2014   | 2015    | 2016    |
| Biskra | National      | 19 146 | 16 312 | 31 546 | 34 295 | 38 956 | 44 169 | 50 104 | 56 791 | 62 848 | 70 291  | 80 546  |
| Biskra | International | 16 873 | 18 447 | 28 616 | 29 643 | 29 843 | 33 991 | 34 244 | 36 853 | 36 591 | 34 954  | 30 045  |
| Biskra | Total         | 36 019 | 34 759 | 60 162 | 63 938 | 68 799 | 78 160 | 84 348 | 93 644 | 99 439 | 105 245 | 110 591 |